# Action Libérale
De Action Libérale of Alliance Libérale Populaire, ALP (Nederlands: Liberale Actie of Liberale Volksactie), was een Rooms-Katholieke partij in Frankrijk, die tussen 1901 en 1919 bestond.
Toen Paus Leo XIII aan het begin van de 20e eeuw Rooms-Katholieke monarchisten opriep om zich achter de republiek te scharen, les Ralliés, werd in 1901 door voormalige monarchisten de Action Libérale opgericht. Het werd een liberaal georiënteerde republikeinse partij voor alle 'eerlijke mensen', in die zin geen confessionele partij.
De partij streefde liberale hervormingen na, maar was tegen de oppositie van de Parti Radical en de links-republikeinse partijen tegen het klerikalisme. Vanaf het begin werd nauw samengewerkt met de gematigde republikeinse partijen, zoals de Fédération Républicaine. De Action Libérale trachtte tevergeefs een brede Katholieke volkspartij te worden. Pogingen ook 'oude republikeinen', dus niet de voormalige monarchisten, achter de Action Libérale te krijgen waren niet succesvol. De partij bestond ten slotte uit twee belangrijke groepen: de Katholiek-liberalen met Jacques Piou, die conservatief-liberaal was en vooral aansluiting zocht bij de Fédération Républicaine en de Katholiek-socialen met Albert de Mun, die vooral sociale hervormingen gebaseerd op de encyclieken van Leo XIII nastreefde.
De eerste jaren van haar bestaan verzette de Action Libérale zich hevig tegen het overdreven antiklerikalisme van de Regering-Combes (1902-1905). Tegenover het beleid van de regering stelde de Action Libérale een positief-liberalisme. Bij de parlementsverkiezingen van 1906 behaalde de ALP een groot succes. De partij kreeg 70 zetels in de Kamer van Afgevaardigden, de Chambre des Députés. Hierna ging de partij electoraal achteruit. Als gevolg hiervan werd er meer met de Fédération Républicaine samengewerkt. De ALP was in de jaren voor de Eerste Wereldoorlog constant in conflict met de fascistische Action Française. Gedurende de Eerste Wereldoorlog (1914-1918) maakte de ALP deel uit van de Union Sacrée, de Heilige Unie.
De Action Libérale sloot zich na de Eerste Wereldoorlog bij het Bloc National aan, een alliantie van centrumrechtse partijen en parlementariërs. Die wonnen de parlementsverkiezingen van 1919. De Action Libérale ging in 1924 in de centrum Rooms-Katholieke Parti Démocrate Populaire PDP op.
Emile Driant was een lid van de partij, die tijdens de slag om Verdun in 1916 met zijn Chasseurs werd omsingeld en sneuvelde.

## Voetnoten
1. ↑  De conservatieve Rooms-Katholieken sloten zich aan bij de Fédération Républicaine aan, seculiere Katholieken bij de Alliance Démocratique, terwijl linkse katholieken zich bij de groep Le Sillon, later de Ligue de la Jeune République aansloten.
2. ↑  vergelijk het met Rerum Novarum